# پورتبردون

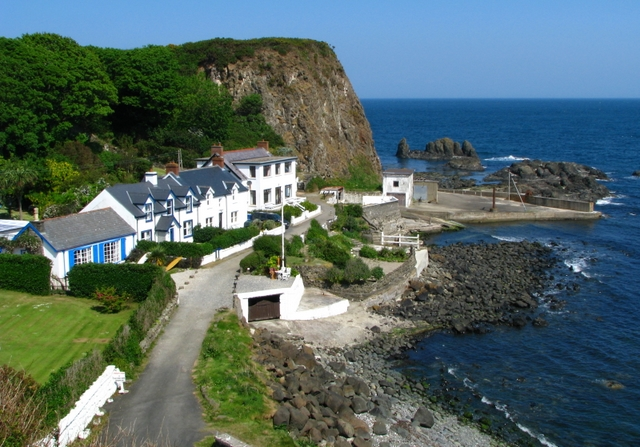

پورتبردون (انگلیسی: Portbraddon) یک روستا در شهرستان انتریم، ایرلند شمالی است. این روستا دارای ایستگاه ماهیگیری است.